# NGC 2381
NGC 2381 é uma galáxia espiral barrada (SBa) localizada na direcção da constelação de Carina. Possui uma declinação de -63° 04' 01" e uma ascensão recta de 7 horas, 19 minutos e 57,4 segundos.
A galáxia NGC 2381 foi descoberta em 26 de Dezembro de 1834 por John Herschel.